# Irgun
Irgun sau Etzel (prescurtare - în ebraică ארגון  sau אצ"ל), pe numele ei întreg  în ebraică Hairgun Hatzvaí Haleumí be' Eretz Israel,הארגון הצבאי הלאומי בארץ ישראל adică Organizația Militară Națională din Țara Israelului, a fost o organizație de luptă  evreiască care a acționat în Palestina  mandatară între anii 1937-1948, prin lansarea de sabotaje și atentate îndreptate împotriva autorităților britanice și acțiuni de apărare și de represalii împotriva atacurilor inițiate de arabii din Palestina. Anul înființării este 1937. Fondatorii erau comandanți sioniști dizidenți din organizația Hagana care solicitau o reacție mai drastică împotriva actelor de violență ale arabilor din Palestina, mai ales în timpul Marii Revolte (Al Thawra al Kubra) a acestora în anii 1936-1939. Majoritatea membrilor Irgunului erau membri ai mișcării de tineret Beitar (Brit Yosef Trumpeldor - Uniunea Yosef Trumpeldor) a sionismului revizionist. Din motive de securitate nu obișnuiau să pronunțe numele organizației, ci o chemau Hahaganá (Apărarea) sau Hamaamad. 
Irgun sau Etzel era considerat de autoritățile britanice mandatare drept organizație teroristă. Această caracterizare a fost împărtășită și de o parte din adversarii săi evrei, ca și de factori precum Comisia de anchetă anglo-americană pentru Palestina, de către Agenția Evreiască și presa internațională din perioada de dinaintea proclamării Statului Israel
Unii istorici văd în acțiunile Irgunului un factor decisiv în decizia Regatului Unit de a renunța la mandatul asupra Palestinei și a părăsi această regiune în mai 1948. Alți istorici consideră ca influența ei asupra acestei decizii britanice a fost secundară. 

## Istoria

### Fondarea organizației paramilitare Haganá (1920)
Hagana a fost o organizație evreiască de autoapărare care a luat ființă la Ierusalim în 1920. Ea a fost întemeiată de militanți sioniști, majoritatea de tendință laică și socialistă, ca răspuns la tulburările antievreiești și antisioniste ale publicului arab.  
Zeev Jabotinski, sionist de dreapta și viitor inspirator al Irgunului, a participat la aceasta initiativă, având un anumit rol in organizarea de grupuri de autoaparare evreiești la Ierusalim, dar Hagana a fost patronată de partidele sioniste de stânga, mai precis Hapoel Hatzair și Ahdut Haavoda. În decembrie 1920 Hagana a fost plasata sub controlul Histadrutului, confederatia generală a muncitorilor evrei din Palestina, principalul sindicat evreiesc din țară. Mai cu seama dupa tulburările arabe din 1921, Hagana și-a extins activitatea în ansamblul colectivității evreiești din Palestina - cunoscută sub numele Ishuv. 
Hagana și-a marit treptat numărul membrilor. 
Autoritatile mandatare britanice nu au recunoscut oficial aceast organizație evreiască de apărare, dar au tolerat-o.
Hagana a organizat servicii de pază și patrule în jurul cooperativelor agricole evreiești - kibuțuri și moșavuri, precum si al celorlalete aglomerații de populație evreiască.  

### Sciziunea Haganei (1931)
În anii 1929 și 1931 s-au produs o serie de răzmerițe naționaliste arabe anti-evreiești, care au făcut zeci de morți. Aceste revolte au dus la inițiativa de a face din Hagana organizația paramilitară comună a Ishuvului, dar si la disensiuni în randurile evreilor în legătură cu strategia de abordat. 

#### Unitatea
Revoltele arabe au evidențiat nevoia ca Ishuvul să posede o organizație comună de apărare, care să nu fie numai emanația partidelor de stânga sau a Histadrutului.
După doi ani de negocieri între partidele politice, în 1931 conducerea Haganei a trecut din mâinile Histadrutului în cele ale Agenției Evreiești pentru Palestina. Aceasta este o organizație oficial „nepartizană”, în care sunt reprezentate atât partide de stânga cât și de centru și dreapta.  
Dar, deoarece și Agenția Evreiască era dominată de stânga, dreapta a cerut dreptul de a-și spune cuvântul. Atunci s-a înființat un comitet paritar, organ de supraveghere politică a haganei, constituit  din șase membri: trei reprezentanti ai „stângii” - între care Eliyahu Golomb și Dov Hoz, și trei reprezentanți ai „dreptei”, între care Saadya Shoshani și Isaskhar Sidkov. 
Dar și acest pas și paritarismul erau mai mult simbolice decât practice.
Comanda Haganei rămânea în mâinile acelorași oameni, apropiați mai ales de grupările de stânga. Partidele social-democrate principale care dominau Histadrutul, au fuzionat în 1930 creând partidul MAPAI (Partidul Muncitorilor din Țara Israelului). Mapai a dominat conducerea Agenției Evreiești  și a Organizației Sioniste Mondiale,în alianță cu centriștii liberali -Sioniștii Generali. David Ben Gurion a condus Histadrutul între anii 1921-1935 (și, prin urmare, și Hagana până în 1931). Intre 1935-1948 el a stat și în fruntea Agenției Evreiești. și în consecință, și a Haganei.

#### Sciziunea
Tuburările arabe din 1929 au provocat divergențe în sânul Haganei. Ben Gurion, ca secretar general al Histadrutului, l-a demis pe comandantul Haganei, Yosef Hecht, în ciuda sprijinului de care se bucura acesta în rândurile ofițerilor săi, între care Avraham Tehomi, care era în acea vreme comandantul adjunct al sectorului Ierusalim al Haganei,
După tulburările arabe, in 1929, Avraham Tehomi a fost numit comandant al sectorului Ierusalim al Haganei, dar tensiunile dintre numeroși ofițeri ai organizației și politica Histadrutului au continuat să crească.
Mulți dintre ei se vedeau „frânați” de instrucțiunile politice restrictive.  
Hagana a elaborat în acele vremuri, în mare măsură, la cererea Histadrutului, o doctrină care restrângea utilizarea forței armate, linie denumită Havlagá („reținere”)  
După cum a explicat unul din veteranii Irgunului, Yehuda Lapidot, Havlagá însemna - apărare - în caz de atacuri arabe, și represalii, dar strict limitate împotriva atacanților identificați. 
Foarte des atacanții nu puteau fi identificați și în aceste condiții, un curent în rândul organizației propovăduia represalii contra populațiilor care „îi sprijineau” pe atacanți, deci potențial, contra oricărui arab palestinean. 
Contrar concepției pacifiste care, în mod vizibil, prevala în rândurile comunității evreiești din Palestina, și care influența atmosfera din Hagana, în acea vreme, acest din urmă grup era inspirat de un spirit militarist..
În afară de divergențele tactice, evenimentul răspunzător direct de sciziunea Haganei, a fost suspendarea din funcție a lui Avraham Tehomi, după atacurile verbale ale acestuia în octombrie 1930 împotriva «iezuiților socialiști englezi care își manifestă cea mai vie simpatie pentru „nenorocirile” arabilor, dar închid ochii în fața ticăloșiilor de care ei se fac vinovați în India, în Egipt  și în alte țări.»
Aceste vorbe au fost interpretate ca un atac frontal împotriva socialismului în general și a mișcării muncitorești evreiești în particular, cea care, prin intermediul Histadrutului, conducea Hagana.  
După suspendarea lui Tehomi, în aprilie 1931 (anul în care Hagana a trecut sub controlul Agenției Evreiești) după lungi negocieri, 19 ofițeri care s-au solidarizat cu el, și-au dat demisia. În jurul acestui nucleu, după câteva săptămâni, Tehomi a fondat o nouă organizație paramilitară de apărare.
Ea a luat numele de Haganá Bet (adică Hagana B), iar apoi Haganá Leumit (Apărarea Națională). La scurt timp după aceea, ea a adoptat numele de Irgun Tzvaí Leumí (Organizația Militară Națională), uneori Irgun Bet (Organizația B). Denumirea Irgun Tzvai Leumi, pe scurt, după acronimul în ebraică Etzel, s-a înrădăcinat definitiv, începând din aprilie 1937. Britanicii au preferat să o cheme Irgun.

### Irgunul
Membrii Irgunului proveneau în primul rând din rândurile mișcării de tineret Beitar și ale mișcării sioniste revizioniste din Palestina și din străinătate. Sionismul revizionist i-a oferit de fapt organizației subterane o imagine publică.  Zeev Jabotinski, întemeietorul sionismului revizionist a fost comandantul suprem al Irgunului până la moartea sa în 1940. El a trasat liniile generale ale activității organizației, ca de pildă, atitudinea față de politica de reținere „Havlagá și încălcarea acesteia, iar membrii Irgunului au acționat sub inspirația ideilor sale.
Totuși, pe parcursul anilor, subordonarea formală a Irgunului față de conducerea politică exterioară a scăzut. S-au adăugat și surse ideologice suplimentare precum moștenirea așa numitei Ligi a bătăușilor (Brit Habirionim) și poeziile lui Uri Tzvi Grinberg, Stema Irgunului - sloganul Rak kakh! (Numai așa!) lângă un braț ținând o pușcă pe fondul Palestinei de pe ambele maluri ale Iordanului- exprimau aspirația spre independența evreiască în întreaga Țară a Israelului, obiectiv care putea fi atins de evrei numai prin forța armelor. Stema a fost concepută pentru prima oară de către Lili Strassmann-Lubinski, militantă în sionismul revizionist din Polonia si redactoarea  buletinului oficial al organizației - „Yerushalaiym  hameshuhreret” - („Ierusalimul eliberat”) care a devenit ca hebdomadar buletinul Irgunului în Polonia. Stema a fost apoi adaptată de Yehoshua Adari, ilustratorul și caricaturistul jurnalului revizionist „Hamashkif” (Observatorul).  
Numărul membrilor Irgunului a variat, cu timpul, între câteva sute, in anii crizei, și câteva mii în perioada de apogeu a organizației.  
Majoritatea lor au acceptat autoritatea organizației și au îndeplinit în cadrul ei, misiuni și funcții (uneori opuse legilor guvernământului mandatar britanic) . Majoritatea erau oameni „de rând", cu meserii și locuri de muncă permanente, și doar câteva zeci erau ocupați exclusiv cu 
activitatea organizației.
Irgunul contesta atât strategia, cât și concepțiile de bază și tactica politică, militară și propagandistică ale conducerii politice alese a Ishuvului și ale Organizației Sioniste Mondiale, aceasta în numeroase subiecte, precum utilizarea forței și a armelor pentru obținerea obiectivelor sionismului, atitudinea față de populația arabă în timpul tulburărilor ei violente și relațiile cu Regatul Unit care stăpânea Palestina. Irgunul obișnuia, adesea, să se opună hotărârilor conducerii sioniste și ale instituțiilor Ishuvului.
Neacceptarea autorității și lupta ideologică a oamenilor Irgunului în raport cu tabăra Histadrutului, care deținea greutatea cea mai mare în Organizația Sionistă, a făcut ca instituțiile alese să nege existența independentă a Irgunului, și pe parcursul existenței sale, organizația a fost percepută ca o Organizație de scizioniști (în ebraică- porshim), iresponsabili, și a cărei activități trebuiau împiedicate. 
Din acest motiv Irgunul a trebuit să-și însoțească acțiunile de o propagandă politică, ca sa convingă publicul de dreptatea căii sale, și să denunțe eșecurile, provocate, din punctul său de vedere, de comportamentul politic al rivalilor. Irgunul a publicat numeroase afișe, jurnale subterane, și a întemeiat cea dintâi stație de radio ebraică independentă, Kol Tzion Halohemet. (Voicea Sionului Luptător) 
Vârsta membrilor Irgunului varia între 16 și 25 ani , majoritatea necăsătoriți. Organizația număra mai mulți imigranți decât „sabri”  (evrei născuți în Palestina). 27% dintre ei erau de origine sefardă și orientală, proporțional cu procentul acestor în populația evreiască din țară. Când numărul membrilor a ajuns la 6,200 procentul femeilor a fost de 15%.

### Comandanții Irgunului
- 1937-1940 comandantul suprem - Zeev Jabotinski
- 1937-1931  Avraham Tehomi
- 1937    Robert Bittker
- 1938-1937  Moshe Rosenberg
- 1941-1938 David Raziel
- 1941-1943 Yaalov Meridor
- 1943-1948  Menachem Begin